# SK Torpedo Kutaisi
El FC Torpedo Kutaisi (en georgià: სკ ტორპედო ქუთაისი) és un club de futbol georgià de la ciutat de Kutaisi que competeix a l'Erovnuli Liga, la màxima categoria del futbol georgià.
El Torpedo ha estat membre habitual de la màxima divisió des de l'inici de la lliga georgiana el 1990 fins al dia d'avui, a exepció de tres temporades a finals dels anys 2000, quan van baixar a segona divisió per problemes econòmics. Han guanyat quatre vegades la lliga nacional, cinc vegades la Copa de Geòrgia i tres vegades la Supercopa.
El Torpedo juga els seus partits com a local a l'estadi Ramaz Shengelia, conegut fins al 2015 com a estadi Givi Kiladze.

## Història
Evolució del nom:
- 1946: Torpedo Kutaisi (სკ ტორპედო ქუთაისი )
- 1949: Lokomotiv Kutaisi (ლოკომოტივი ქუთაისი )
- 1960: FC Torpedo Kutaisi (სკ ტორპედო ქუთაისი)
- 1990: FC Kutaisi (სკ ქუთაისი )
- 1992: FC Torpedo Kutaisi (ტორპედო ქუთაისი )
- 2008: Torpedo–2008 Kutaisi (ტორპედო2008 ქუთაისი )

- 2010: FC Torpedo Kutaisi (სკ ტორპედო ქუთაისი )

L'any 2007 el club patí problemes econòmics i fou descendit de categoria.

## Palmarès
- Copa georgiana de futbol (5): 1999, 2001, 2016, 2018, 2022
- Lliga georgiana de futbol (4): 2000, 2001, 2002, 2017
- Supercopa de Geòrgia (2): 2018, 2019
- Copa President de Turkmenistan (1): 2002
- Pirveli Liga (1): 2010
- Campionat Soviètic de Geòrgia (1): 1949
- Primera Divisió Soviètica (2): 1960, 1961
- Segona Divisió Soviética (1): 1988